# 前746年
| 千纪： | 前1千纪 |
| 世纪： | 前9世纪 \| 前8世纪 \| 前7世纪 |
| 年代： | 前770年代 \| 前760年代 \| 前750年代 \| 前740年代 \| 前730年代 \| 前720年代 \| 前710年代 |
| 年份： | 前751年 \| 前750年 \| 前749年 \| 前748年 \| 前747年 \| 前746年 \| 前745年 \| 前744年 \| 前743年 \| 前742年 \| 前741年                                                                                                |
| 纪年： | 乙未年（羊年）；周平王二十五年；魯惠公二十三年；齊莊公四十九年；晉文侯三十五年；秦文公二十年；楚霄敖十二年；宋宣公二年；衛莊公十二年；陳文公九年；蔡宣公四年；曹桓公十一年；鄭武公二十五年；燕鄭侯十九年；杞武公五年 |

## 出生
- 鄭昭公
- 文姜
- 魯桓公

## 逝世
- 晉文侯，晉國國君。[1]